# Protectorado francés de Marruecos
El protectorado francés de Marruecos (en francés: Protectorat français au Maroc; en árabe: حماية فرنسا في المغرب‎, Himaïet Fransa fi el-Maghreb) fue un protectorado francés establecido en Marruecos durante la primera mitad del siglo XX. 
Existió desde 1912, cuando se estableció formalmente un protectorado mediante el Tratado de Fez, hasta la independencia marroquí el 2 de marzo de 1956. El territorio bajo su administración se extendía sobre buena parte de Marruecos, en una zona que iba desde Fez y Rabat hacia al sur, llegando hasta Mogador, y hacia el este, llegando hasta la cordillera del Atlas. La parte norte pasó a ser el territorio del Protectorado español de Marruecos, que en realidad constituía un sub-arrendamiento del protectorado francés.

## Antecedentes
Las actividades francesas en Marruecos se remontan al siglo XIX. El interés francés en el país africano obedecía al mismo que existía en otra zonas de continente bajo presencia o influencia colonial. Sería en 1904 cuando Francia y España acordaron en secreto un primer reparto del territorio del sultanato, aunque este primer reparto finalmente no fructiferó. 
La Primera Crisis Marroquí provocada por la visita del Káiser Guillermo II de Alemania a Tánger el 31 de marzo de 1905, en la que hizo ciertos comentarios en favor de la independencia marroquí, estuvo a punto de provocar una crisis internacional. Sin embargo, se acabó celebrando una Conferencia en Algeciras en la que Francia mantuvo su posición de influencia sobre Marruecos y su control de puntos clave. La Segunda Crisis Marroquí en 1911 acabó provocando la decisión francesa de establecer un protectorado, para asegurar el control del territorio. A mediados de ese año, tropas españolas habían desembarcado en Larache adelantándose en el establecimiento de una zona de protectorado.

## Historia

### Establecimiento del protectorado

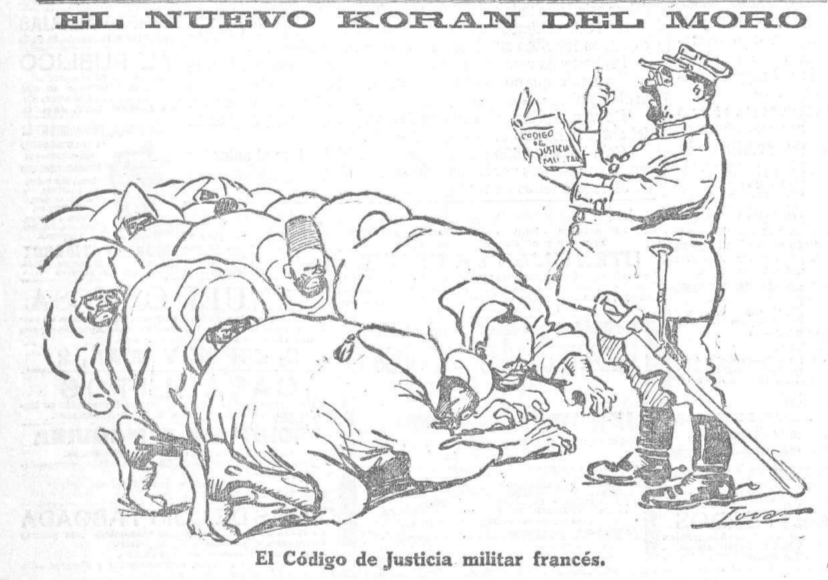
Caricatura de Tovar titulada «El nuevo Koran del moro», publicada en Heraldo de Madrid el 25 de abril de 1912.

Francia estableció oficialmente un protectorado tras la firma del Tratado de Fez el 30 de marzo de 1912, por el que el sultán Abd al-Hafid abdicaba en favor de su hermano Mulay Yúsuf y permite el establecimiento francés en el país. A continuación la zona norte del país (Rif) y sur (Ifni-Cabo Juby) fue adjudicada a España, que al año siguiente se oficializaría con la fundación del Protectorado español de Marruecos. El 17 de abril los infantes marroquíes se amotinaron contra la guarnición francesa en Fez, aunque no estaban en condiciones de tomar la ciudad y finalmente fueron derrotados por las fuerzas francesas. A finales de mayo fracasó otro intento de revuelta contra la guarnición francesa.
La Compañía Franco-Española del Ferrocarril de Tánger a Fez estuvo encargada de la construcción de un ferrocarril que uniera la Zona internacional de Tánger con la capital, Fez. La línea, que entró en servicio en 1927, unió a su vez los protectorados español y francés.
Marruecos era el único de los países del Norte de África que poseía costa atlántica, lo que ýa había motivado los intereses estratégicos de varios países en la Conferencia de Algeciras. Bajo el protectorado, los funcionarios civiles franceses hacían alianza con los colonos franceses y sus apoyos locales para evitar cualquier movimiento dirigido a un aumento de la autonomía marroquí. No obstante, como medida de pacificación, el gobierno francés promocionó las inversiones y el desarrollo económico, con la explotación de los recursos minerales, la creación de un mejor sistema de comunicaciones y la consolidación de una agricultura moderna que estuviera ajustada al mercado francés. Decenas de miles de colonos franceses se establecieron en el protectorado francés y compraron miles de hectáreas de terreno agrícola. Estos formaron importantes grupos de presión que continuamente exhortaban a Francia para aumentar su control sobre Marruecos.

### Oposición al protectorado

Bandera de la República del Rif

El reinado de Mulay Yúsuf se vio constantemente salpicado por rebeliones de distinto signo, pero la más seria de todas ellas fue la revuelta del Rif dirigida por Abd el-Krim. Aunque la revuelta había sido dirigida contra España, tras la Batalla de Uarga también se extendió a la zona sur y provocó la intervención francesa en el conflicto. La victoria conjunta hispano-francesa puso fin a esta intentona pero la situación no quedó allí. Para asegurar la seguridad del soberano, la capital fue trasladada desde Fez hasta Rabat, manteniéndose hasta la actualidad en la misma situación.
Durante los años 30 y los años 40 empezaron a aparecer diversos movimientos políticos y culturales, como el Partido Istiqlal, que buscan en última instancia la independencia de Marruecos. La derrota francesa durante los primeros momentos de la Segunda Guerra Mundial no hizo sino incrementar la actividad de estos movimientos, actitud que se vio incrementada con el desembarco de las Fuerzas aliadas en Marruecos en noviembre de 1942.

### Independencia
En 1953 las simpatías y apoyos del sultán Mohamed V hacia los movimientos independentistas habían provocado el recelo de las autoridades francesas, quienes le enviaron al exilio a Madagascar y depusieron por Mohámmed Ben Arafa. El nuevo sultán no contó con el apoyo popular ni tampoco un excesivo entusiasmo de los franceses, quienes acabaron permitiendo en 1955 la vuelta y restauración de Mohamed V, como también la independencia del país. Así pues, el 2 de marzo de 1956 se producía la independencia formal de Marruecos y el fin del protectorado. Unas semanas más tarde el Marruecos español seguiría el mismo camino.

## Política monetaria
Los franceses emitieron monedas para su uso en el Protectorado desde 1921 hasta 1956, lo cual continuó hasta que fue introducida una nueva moneda. Los franceses emitieron monedas con la denominación de franco, el cual equivalía a 100 céntimos. Esta fue reemplazada en 1974 con la reintroducción del dirham, actual unidad monetaria de Marruecos.